# Carapebus Esporte Clube
Carapebus Esporte Clube é uma agremiação esportiva da cidade de Carapebus, estado do Rio de Janeiro, fundada a 3 de setembro de 1957. Suas cores são o Azul e Amarelo, e tem como mascote um lutador.

## História
Tricampeão da Liga Macaense em 1989, o Carapebus estreou em 1990 no Campeonato Estadual da Terceira Divisão de Profissionais. Ficou em sexto na sua chave e não conseguiu se classificar para a fase seguinte.
Em 1991, passou para a Segunda Divisão, porque o verdadeiro módulo II virara Grupo "B" da Primeira Divisão. Portanto, várias agremiações foram deslocadas para a Segunda Divisão. Ficou na quinta colocação em seu grupo, não alcançando a fase final.
Em 1992, foi sétimo lugar na sua chave, não prosseguindo na competição. No ano seguinte, repetiu a campanha de 1992, apenas quinto na sua chave.
Em 1994, é apenas o último no seu grupo, a posição de nono colocado.
A partir de 1995, o clube se licencia das competições profissionais promovidas pela FFERJ e passa a jogar os campeonatos da Liga Carapebuense de Desportos. Seu estádio, o Antônio Gomes Viana, nome que homenageia um ex-presidente do clube, foi totalmente reformado em 2007. O novo espaço passou a ser mantido pela prefeitura, através da Secretaria Municipal de Esporte e Lazer. 
Graças a um convênio firmado com o poder público, ele ganhou alambrado, iluminação, vestiários e novos banheiros. Sua inauguração aconteceu no dia 11 de agosto de 2007.
Essa agremiação não deve ser confundida com a Associação Atlética Carapebus, clube-empresa fundado a 12 de abril de 2006, que disputou a Terceira Divisão do mesmo ano e mandou seus jogos no estádio Carlos Mota da Silva, em Ubás.

## Títulos
- 1971, 1980, 1982 - Campeão da Liga Macaense de Desportos;
- 1987, 1988, 1989 - Tricampeão da Liga Macaense de Desportos;

## Estatísticas

### Participações
|  | Participações em 2018 |

| Competição          | Temporadas | Melhor campanha             | Estreia | Última | P | R |
| ------------------- | ---------- | --------------------------- | ------- | ------ | - | - |
| Série B2 do Carioca | 1          | 6º colocado da chave (1990) | 1990    | 1990   | – | – |